# Devils & Dust Tour
Devils & Dust Tour fue una gira musical del músico estadounidense Bruce Springsteen por Norteamérica y Europa en 2005. La gira, la primera de Springsteen en solitario y sin la E Street Band desde The Ghost of Tom Joad Tour, fue galardonada con el premio Top Small Venue Tour en los premios Billboard Touring Awards de 2005.

## Enfoque
El álbum Devils & Dust, aun no incluyendo la participación de The E Street Band y tener un enfoque más acústico en la línea de Nebraska y The Ghost of Tom Joad, tuvo la participación de varios miembros del grupo. Cuando Springsteen comenzó los ensayos de la gira en el Paramount Theater de Asbury Park, experimentó con una pequeña banda. Aunque los ensayos fueron a puerta cerrada, algunos seguidores pudieron ver que Springsteen ensayó con Nils Lofgren, Danny Federici, Soozie Tyrell y Steve Jordan, que participaron en la grabación de Devils & Dust. 
Tras una semana de pruebas, Springsteen decidió cambiar el formato y comenzó a ensayar él solo. Tal y como relató a la revista Rolling Stone antes de que comenzara la gira: «Nils y otros amigos vinierona los ensayos para darme un sentido o si quería hacer algo más grande. Pero lo que tiende a ser dramático es o bien la banda al completo o solo tú en el escenario. Tocar solo crea una especie de drama e intimidad para el público: saben que se trata de ellos y de ti solo». Posteriormente relató a la revista Esquire: «No tengo un piano o un saxofón o una batería detrás de mí en esta gira. De modo que tengo que aprovechar la guitarra como un instrumento de acompañamiento único. Se convirtió en una especie de nuevo territorio, y tocaré de un modo en que no toqué antes».

## Itinerario
La gira comenzó en abril de 2005 con dos ensayos públicos en el Paramount Theatre de Asbury Park, así como con una aparición promocional en Red Band para el programa de VH1 Storytellers. La primera etapa de la gira comenzó a finales de abril con catorce conciertos en teatros o pequeños escenarios de los Estados Unidos, con un concierto inaugural el 25 de abril, el mismo día de la publicación de Devils & Dust, en el Fox Theatre de Detroit, Míchigan. La segunda etapa comenzó en Europa a finales de mayo y se extendió hasta junio, con 20 conciertos en varios países.
Tras un descanso de dos semanas, la tercera etapa consistió en 17 conciertos entre Canadá y Estados Unidos, en ocasiones tocando en estadios más grandes. A mediados de agosto, Springsteen tomó un descanso de dos semanas antes de emprender la cuarta y última etapa, que tuvo lugar entre octubre y noviembre, principalmente en localidades de la Costa Este de los Estados Unidos. La gira finalizó el 22 de noviembre en Trenton, Nueva Jersey.

## Canciones
Fuentes: